# Никифоров, Василий Никифорович
Васи́лий Ники́форович Ники́форов (1897, Кожласола, Чебоксарский уезд, Казанская губерния — август 1979, Санкт-Петербург) — советский революционный и военный деятель. Участник Революции 1917 года в России, Гражданской войны в России и Великой Отечественной войны, инженер-капитан 2-го ранга. Член ВКП(б) с 1919 года. Кавалер ордена Ленина (1945).

## Биография
Родился в 1897 году в деревне Кожласола ныне Волжского района Марий Эл. Окончил 2-классное училище в с. Сотнур родного района.
В 1916 году окончил школу юнг в Кронштадте. Участник революционных событий 1917 года в России: матрос на судах «Николаев», «Хопёр» Балтийского флота. Работал ревизором судового комитета, в Петрограде неоднократно слушал речи В. И. Ленина, штурмовал Зимний дворец, был ранен.
23 февраля 1918 года призван в РККА. В 1919 году вступил в ВКП(б). 
Участник Гражданской войны в России: командир роты десанта Онежской флотилии Балтийского флота, в 1921 году — участник подавления Кронштадтского восстания. 
В 1921 году окончил Высшее военно-морское училище. В 1920—1934 годах служил на Балтийском и Черноморском флотах.
В 1938 году окончил Промышленную академию в Ленинграде.
В 1938—1940 годах — председатель приёмно-контрольной кораблестроительной комиссии Главного управления Пограничных войск НКВД.
В 1941 году вновь призван в РККА. Участник Великой Отечественной войны: главный инженер-механик минно-торпедного отдела Северного флота, инженер-капитан 2-го ранга. Характеризовался как инициативный и энергичный офицер, провёл большую работу по восстановлению плавсредств флота. Прослужил до февраля 1948 года. Награждён орденами Ленина, Красного Знамени, Красной Звезды и медалями. 
Скончался в августе 1979 года в Санкт-Петербурге. 

## Награды
- Орден Ленина (21.02.1945)[1][2]
- Орден Красного Знамени (03.03.1944)[1][2]
- Орден Красной Звезды (31.05.1945)[1][2]
- Медаль «За оборону Советского Заполярья»
- Медаль «За победу над Германией в Великой Отечественной войне 1941—1945 гг.»